# Transpondedor (comunicación por satélite)
El transpondedor de un satélite de comunicaciones es una serie de unidades interconectadas que forman un canal de comunicación entre las antenas receptora y transmisora. Se utiliza principalmente en comunicaciones por satélite para transferir las señales recibidas.
Un transpondedor suele estar compuesto por:
- un filtro paso banda de entrada,
- un amplificador de bajo ruido de entrada (LNA), diseñado para amplificar las señales recibidas desde la estación terrestre (normalmente muy débiles, debido a las grandes distancias involucradas),
- un traductor de frecuencia (normalmente compuesto por un oscilador y un mezclador de frecuencia) utilizado para pasar de la frecuencia de la señal recibida a la frecuencia requerida para la señal transmitida,
- un filtro paso banda de salida,
- un amplificador de potencia (puede ser un tubo de onda progresiva o un amplificador de estado sólido).

La mayoría de los satélites de comunicaciones son estaciones de radio en órbita y llevan docenas de transpondedores, cada uno con un ancho de banda de decenas de megahercios. La mayoría de los transpondedores funcionan como una curva en U, enviando de regreso a la Tierra lo que entra al conducto, solamente realizando una amplificación y un cambio de frecuencia de enlace ascendente a enlace descendente. Sin embargo, algunos satélites modernos realizan también procesamiento a bordo, donde la señal se demodula, decodifica, codifica y modula de nuevo. Este tipo, llamado transpondedor "regenerativo", es más complejo, pero tiene muchas ventajas, como mejorar la relación señal/ruido a medida que la señal se regenera desde el dominio digital, y además permite el procesamiento selectivo de los datos en el dominio digital.
Con la compresión y multiplexación de datos, varios canales de vídeo (incluido el vídeo digital) y audio pueden viajar a través de un único transpondedor en una única portadora de banda ancha.
El vídeo analógico original sólo tenía un canal por transpondedor, con subportadoras para audio y servicio automático de identificación de transmisión ATIS. Las estaciones de radio no multiplexadas también pueden viajar en modo de canal único por portadora (SCPC), con múltiples portadoras (analógicas o digitales) por transpondedor. Esto permite que cada estación transmita directamente al satélite, en lugar de pagar por un transpondedor completo o utilizar líneas telefónicas terrestres para enviarlo a una estación terrena para multiplexarlo con otras estaciones.
La NASA distingue entre un "transceptor" y un "transpondedor". Un transceptor tiene un transmisor y un receptor independientes empaquetados en la misma unidad. En un transpondedor, la frecuencia portadora de transmisión se deriva de la señal recibida. El enlace de frecuencia permite que una estación terrestre interrogadora recupere el desplazamiento Doppler y de este modo infiera distancia y velocidad a partir de una señal de comunicación, sin asignar energía a otra señal diferente para ello.

## Transpondedor equivalente
Un equivalente de transpondedor (TPE) es una forma normalizada de referirse al ancho de banda del transpondedor. Simplemente hace referencia a cuántos transpondedores se necesitarían si para el mismo anchos de banda total se utilizaran solamente transpondedores de 36 MHz. Así, por ejemplo, el ARSAT-1 tiene 24 transpondedores IEEE en banda Ku: 12 con un ancho de banda de 36 MHz, 8 con 54 MHz, y 4 con 72 MHz, lo que suma un total de 1152 MHz, o 32 TPE (1152 MHz dividido por 36 MHz).